# Dicentia
Dicentia är ett danskt företag bildat 2005 efter ett samgående mellan SDC DanDisc a/s, DCM AB och Tocano/Toft & Fischer A/S. Bolagets verksamhet är digital tillverkning och distribution som produktion av Vinylskivor DVD och CD, mastering, digitalisering, och digital distribution via Internet.
Dicentia bedriver verksamhet i Danmark, Sverige och Norge. Företaget var under flera år noterat på OMX Den Nordiske Börsen i Köpenhamn, men är efter en konkurs 2009 idag en privatägd bolagsgrupp.
Företaget som historiskt sett fokuserat på fysiska media utvecklas idag mot Mobila tjänster och On-line tjänster, företrädesvis mot underhållningsíndustrin (Musik, Film,Förlag).